# John Edward Gray
John Edward Gray (ur. 12 lutego 1800, zm. 7 marca 1875) – brytyjski zoolog. Był starszym bratem George’a Roberta Graya. Był opiekunem działu zoologii w British Museum w Londynie od 1840 do końca 1874. Opublikował kilka katalogów zawierających opracowane kolekcje zwierząt znajdujących się w muzeum i opisał nowe gatunki.

## Życiorys
Urodził się w Walsall jako syn Samuela Fredericka Graya (1766–1828), znanego farmakologa i botanika w tamtych czasach. Jego rodzina przeniosła się do Londynu, gdzie studiował medycynę. Pomagał ojcu w pisaniu The Natural Arrangement of British Plants (1821). Swoje zainteresowania skierował ku botanice i zoologii. Zaczynał w 1824 jako pomocnik Johna George’a Childrena przy katalogowaniu kolekcji gadów na zoologicznym oddziale British Museum. W 1840 przejął od Childrena posadę opiekuna działu zoologii.
Interesował się również filatelistyką.
Od 1832 roku był członkiem Royal Society.
W uznaniu wkładu w rozwój zoologii wiele gatunków zwierząt, w tym czapla siodłata (Ardeola grayii), otrzymało naukową nazwę od jego nazwiska.

## Prace
- Illustrations of Indian Zoology (1830–35) (współautor: Thomas Hardwicke)
- The Zoological Miscellany. To Be Continued Occasionally. London: Published by Treuttel, Wurtz and Co. (1831)
- Catalog of Shield Reptiles (1855 i 1870)